# Hudiksvalls HC
Hudiksvalls HC, även kallat Hudik Hockey, förkortat HHC, är en svensk ishockeyförening i Hudiksvall bildad 1978. Laget spelar sina hemmamatcher i Holmen Center och huserar sedan säsongen 2006/2007 i Hockeyettan.

## Senaste säsonger
| Säsong    | Division             | Placering | Vårserie                  | Kval/Playoff                                                                             |
| --------- | -------------------- | --------- | ------------------------- | ---------------------------------------------------------------------------------------- |
| 1998/1999 | Division II Västra A | 9         | 5:a i fortsättningsserien | 3:a i kvalserien till nya Division 1                                                     |
| 1999/2000 | Division 1 Västra A  | 6         | 3:a i vårserien           |                                                                                          |
| 2000/2001 | Division 1 Västra A  | 8         | 5:a i vårserien           | 1:a i kvalserien till Division 1 Västra A                                                |
| 2001/2002 | Division 1 Västra A  | 10        | 6:a i vårserien           | 1:a i kvalserien till Division 1 Västra A                                                |
| 2002/2003 | Division 1 Västra A  | 6         | 3:a i vårserien           |                                                                                          |
| 2003/2004 | Division 1 Västra A  | 7         | 3:a i vårserien           | 4:a i kvalserien till Division 1, nerflyttade                                            |
| 2004/2005 | Division II Västra A | 7         |                           |                                                                                          |
| 2005/2006 | Division II Västra A | 1         |                           | 2:a i Kvalserie C, uppflyttade                                                           |
| 2006/2007 | Division 1B          | 3         | 2:a i vårserien           |                                                                                          |
| 2007/2008 | Division 1B          | 3         | 5:a i Allettan Norra      |                                                                                          |
| 2008/2009 | Division 1B          | 4         | 1:a i vårserien           | Playoff: Vinner mot Clemensnäs HC, utslagna av Piteå HC                                  |
| 2009/2010 | Division 1B          | 3         | 3:a i Allettan Norra      | Playoff: Vinner mot Bodens HF, utslagna av HC Vita Hästen                                |
| 2010/2011 | Division 1B          | 1         | 4:a i Allettan Norra      | Playoff: Vinner mot Tegs SK, utslagna av Enköpings SK                                    |
| 2011/2012 | Division 1C          | 1         | 4:a i Allettan Mellan     | Utslagna av Huddinge IK i Playoff                                                        |
| 2012/2013 | Division 1C          | 2         | 6:a i Allettan Mellan     |                                                                                          |
| 2013/2014 | Division 1C          | 1         | 3:a i Allettan Mellan     | Playoff: Vinner mot Tierps HK, utslagna av Kristianstads IK                              |
| 2014/2015 | Hockeyettan Östra    | 3         | 5:a i Allettan Norra      | Playoff: Vinner mot Åker/Strängnäs, utslagna av Västervik                                |
| 2015/2016 | Hockeyettan Östra    | 4         | 8:a i Allettan Södra      |                                                                                          |
| 2016/2017 | Hockeyettan Östra    | 3         | 6:a i Allettan Norra      | Utslagna av Asplöven HC i Playoff                                                        |
| 2017/2018 | Hockeyettan Östra    | 2         | 5:a i Allettan Södra      | Utslagna av Kalix HC i Playoff                                                           |
| 2018/2019 | Hockeyettan Östra    | 1         | 5:a i Allettan Norra      | Playoff: Vinner mot Köping, Piteå och Östersund, 5:a i Kvalserien till Hockeyallsvenskan |
| 2019/2020 | Hockeyettan Östra    | 3         | 3:a i Allettan Norra      | Playoff: Besegrar Nybro Vikings, sedan inställt                                          |
| 2020/2021 | Hockeyettan Östra    | 4         | 2:a i Allettan norra      | Slutspel: Besegrar Piteå och Östersund 3:a i kvalserien i Hockeyallsvenskan              |
| 2021/2022 | Hockeyettan Östra    | 1         | 1:a i Allettan Norra      | Slutspel: Besegrar Surahammar 2:a i kvalserien                                           |
| 2022/2023 | Hockeyettan Norra    | 1         | 2:a i Allettan Norra      | Slutspel: Besegrar Boden, 5:a i kvalserien                                               |
| 2023/2024 | Hockeyettan Norra    | 1         | 1:a i Allettan Norra      | Slutspel: Besegrar Tranås, 2:a i kvalserien                                              |
| 2024/2025 | Hockeyettan Norra    | 1         | 1:a i Allettan Norra      | Slutspel: Besegrar Kalix och Boden, utslagna av Troja                                    |

## Kända spelare
Spelare:
- Matt Bahen - kanadensisk center, född 1983, spelade i HHC mellan säsongerna 2005/2006 och 2006/2007. Gjorde 38 matcher, 15 mål och 19 assist. Hade totalt 194 utvisningsminuter.
- Vitali Barabash - rysk forward, född 1973. Hade tre sejourer i klubben; 1996/1997, 1998/1999 & 2001/2002.
- Mikael Brancalion - center, född 1985, kom från Jämtland HF säsongen 2006/2007. Gjorde 36 matcher, 28 mål och 20 assist. Hade 48 utvisningsminuter. Efter säsongen i HHC gick han till allsvenska Sundsvall Hockey.
- Evgeny Chizmin - rysk forward, född 1964. Spelade i HHC säsongen 1995/1996 i division 2 och gjorde  52 poäng (26+26) på 32 matcher.
- Fredrik Hellberg - 15 säsonger från 1985/1986 till 2003/2004.
- Andre Smulter - finsk forward, född 1979. Var en av de första importerna i HHC. Spelade en säsong, 2000/2001 och gjorde 37 matcher, 28 mål och 29 assist samt hade 139 utvisningsminuter.
- Nicholas Edlund - forward, född 1974. Före detta juniorlandslagsman från Modo Hockey. Kom från Manitoba Moose i IHL och gästspelade säsongen 1997/1998. Säsongen i HHC gjorde han 16 matcher, 16 mål och 2 assists samt hade 57 utvisningsminuter. Efter säsongen i HHC åkte han tillbaka till Kanada/USA helt enligt Manitoba Mooses planer, men blev bortbytt till Tallahassee Tigersharks i New York Islanders organisation i juli 1998.
- Conny Strömberg - forward, född 1975. Kontrakterades av klubben inför Kvalet till Hockeyallsvenskan säsongen 2018/2019.
- Mathias Svedberg - back med elitseriemeriter från HV71 (svensk mästare 1995) och AIK. Var tränare i Hudik Hockey.
- Magnus Nilsson - forward som spelat 369 elitseriematcher med Timrå IK, Luleå HF och Malmö Redhawks. Han är även draftad av Detroit Red Wings och har spelat några matcher i Tre Kronor. Säsongen 14/15 gjorde han sin 5:e säsong i Hudiksvalls HC
- Magnus Åkerlund - målvakt draftad av Carolina Hurricanes och ett flertal matcher i SHL och Hockeyallsvenskan.

Tränare:
- Sune Bergman - tränare 2005-2007, även känd som Kung Sune efter SM-guldet med HV71 1994/1995.
- Igor Zacharkin - tränare i HHC under mitten av nittiotalet, nu assisterande förbundskaptenen för Rysslands herrlandslag i ishockey.
- Mathias Svedberg - tränare i Hudik Hockey, tidigare back med elitseriemeriter från HV71 (svensk mästare 1995) och AIK.